# Condecoração militar

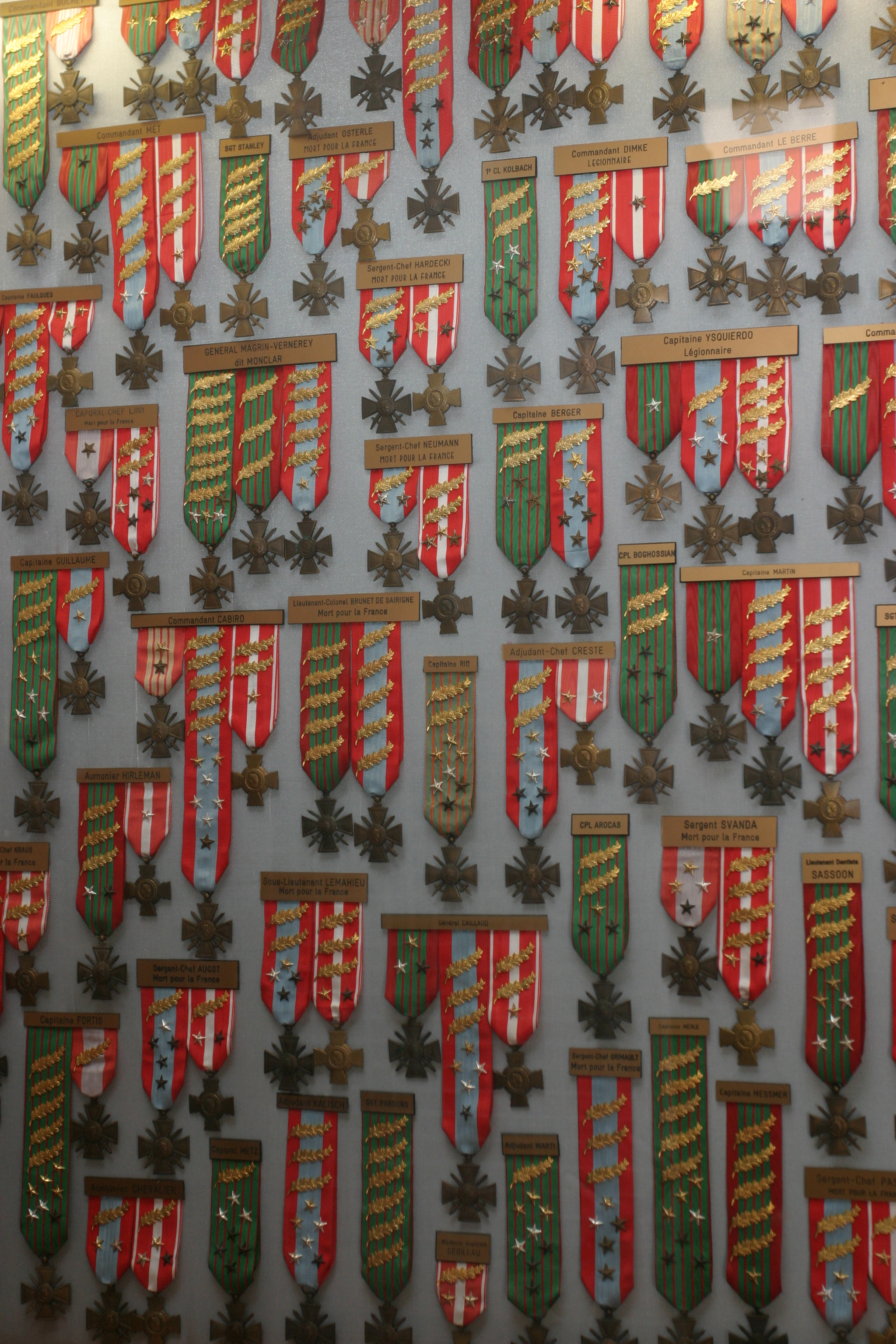
Condecorações militares francesas.

Condecoração militar é uma condecoração dada a militares ou a unidades militares por atos de heroísmo em batalha ou por bons serviços prestados. As condecorações militares são utilizadas nos uniformes militares.
As condecorações militares incluem as medalhas e as ordens de cavalaria.
Embora as condecorações civis dadas a pessoal militar não devam ser consideradas como condecorações militares, certas ordens possuem divisões civis e militares. Além disso, condecorações recebidas por policiais e bombeiros podem também ser consideradas condecorações militares.

## História
Condecorações são conhecidas desde os tempos antigos. O Antigo Reino do Egito tinha a Ordem do Colar de Ouro enquanto o Novo Reino concedia a Ordem da Mosca de Ouro. As Legiões Romanas foram as primeiras a organizar um sistema de condecorações militares honrando seus soldados por bravura e serviço. Uma vez reconhecidos, os soldados romanos usavam essas condecorações em batalhas, desfiles e as exibiam em suas casas após o serviço militar; e se uma legião romana inteira fosse citada por bravura, uma condecoração era adicionada ao estandarte de águia da Legião. Tal como o comandante coloca uma medalha militar no peito do soldado em uma cerimônia oficial, os romanos também o faziam de forma pública, como relatado pelo historiador grego Políbio há dois mil anos:

"Se houvesse algum combate, e alguns soldados se distinguissem pela bravura, o comandante da legião reunia suas tropas e convocava aqueles a serem condecorados. O comandante romano enunciava os méritos, feitos e ações heroicas pelos quais o soldado romano deveria ser condecorado e presenteava o legionário com um colar, braçadeiras ou conjunto de discos. Durante a cerimônia, o comandante frequentemente amarrava o item à armadura do legionário."